# Петчкум, Ворапой
Ворапой Петчкум (тайск. วรพจน์ เพชรขุ้ม, р. 18 мая 1981, Сураттани, Таиланд) — таиландский боксёр, выступавший в легчайшем весе, серебряный призёр Олимпийских игр 2004 года, победитель Азиатских игр 2010 года.

## Любительская карьера
На Олимпиаде в Афинах пробился в финал в весовой категории до 54 кг после победы над действующим чемпионом мира азербайджанцем Агаси Мамедовым. В финальном бою проиграл кубинцу Гильермо Ригондо.
В 2005 году выступил на турнире Boxing World Cup в Москве, но не прошёл дальше предварительного раунда. На Азиатских играх 2006 года потерпел поражение в полуфинале от будущего чемпиона Хоана Типона. Встреча закончилась со счётом 13:13, применялись дополнительные показатели. На чемпионате мира 2007 года потерпел поражение от венгерского спортсмена со счётом 9:10.
На Олимпийских играх в Пекине в 2008 году Петчкум был знаменосцем сборной Таиланда. В ходе боксёрского турнира он дошёл до четвертьфинала, где в одностороннем бою уступил будущему серебряному призёру кубинцу Янкьелю Леону.
В 2009 году Ассоциация любительского бокса Таиланда отстранила Петчкума от соревнований на 3 месяца после того, как его фотографии в нижнем белье появились в местом журнале для геев Stage. Боксёр объяснял, что согласился на фотосессию, не зная, на какую аудиторию ориентирован журнал. В следующем году на Азиатских играх он, однако, оказался лучшим в весовой категории до 56 кг и принёс Таиланду золотую медаль. На чемпионате мира 2011 года проиграл американцу Джозефу Диасу. В 2012 году на азиатском отборе к Олимпийским играм в Лондоне неожиданно уступил со счётом 16:10 18-летнему индийцу Шиве Тхапе.